# Parafia Najświętszej Maryi Panny Królowej Polski w Liśniku Dużym
Parafia Najświętszej Maryi Panny Królowej Polski w Liśniku Dużym – parafia rzymskokatolicka, znajdująca się w diecezji sandomierskiej, w dekanacie Zaklików.